# Leo Urban
Leo Urban a vegades escrit Léopold Hurbin és un esportista polifacètic que es dedica a disciplines com el freerunning, parkour, l'escalada, l'aventura natural i urbana, i a la promoció d'alguna d'aquestes modalitats esportives. Nasqué en 1994. És resident habitual a Andorra encara que ha passat temporades a França.
La seva passió pel parkour va començar als 12 anys amb la pel·lícula "Yamakasi", un film francès sobre les peripècies d´atletes de parkour. Declara que va veure la pel·lícula i fou com una revelació. Arran d´això va animar-se a practicar després de classe.
És conegut per les seves ascensions a gratacels emblemàtics sobre tot Torre Engie, Tour Triniti, i altres més baixos com ara el que va aprofitar d'escenari per a la pel·lícula Yamakasi i de Barcelona, Hotel Arts, Torre Glòries, Hotel Melià Sky. També ha grimpat grans grues de la zona de La Defense. En Andorra ha escalat l'antena d'Engolasters i ha baixat pels cables de subjecció vàries vegades.
Va quedar finalista en les edicions espanyola i francesa del programa concurs televisiu Ninja Warrior.
Urban té una escola de parkour i ha col·laborat amb el Govern d'Andorra en algunes activitats de promoció d'aquest esport.

Algunes de les fites d'en Leo Urban
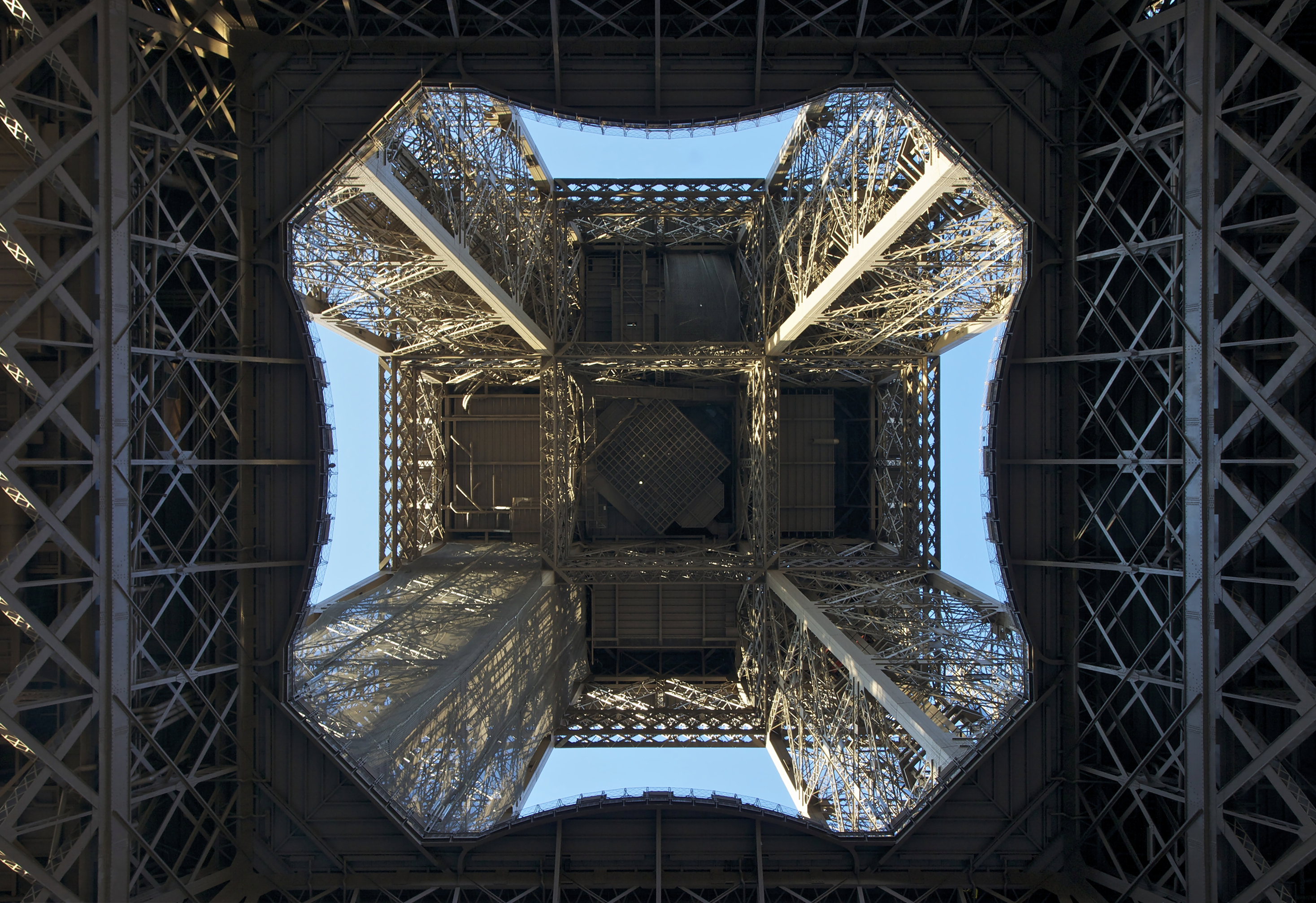
Torre Eiffel, fita aconseguida en 2015, vista des del terra
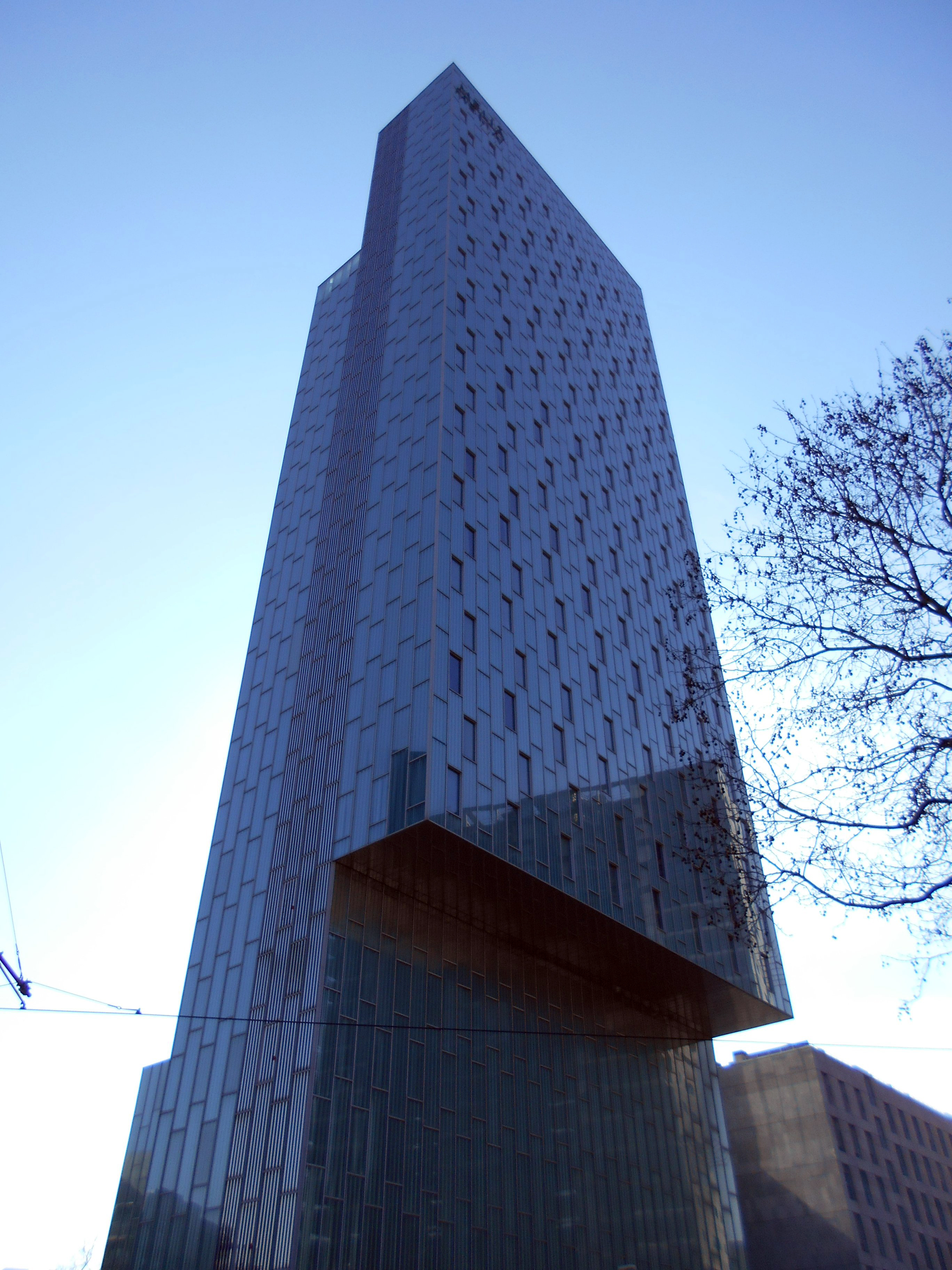
Hotel Melià, Diagonal, Barcelona
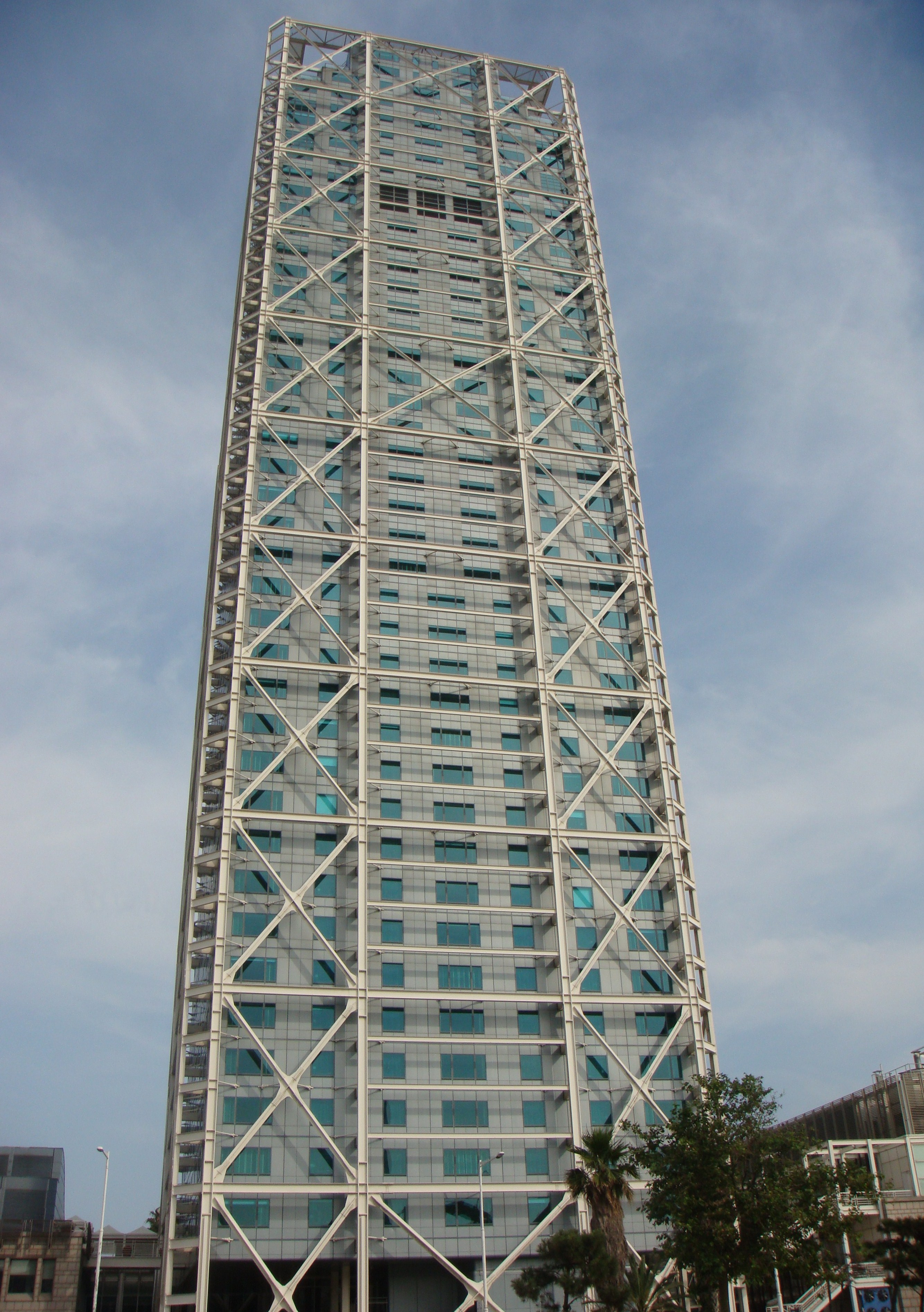
Hotel Arts, Vila Olímpica, Barcelona
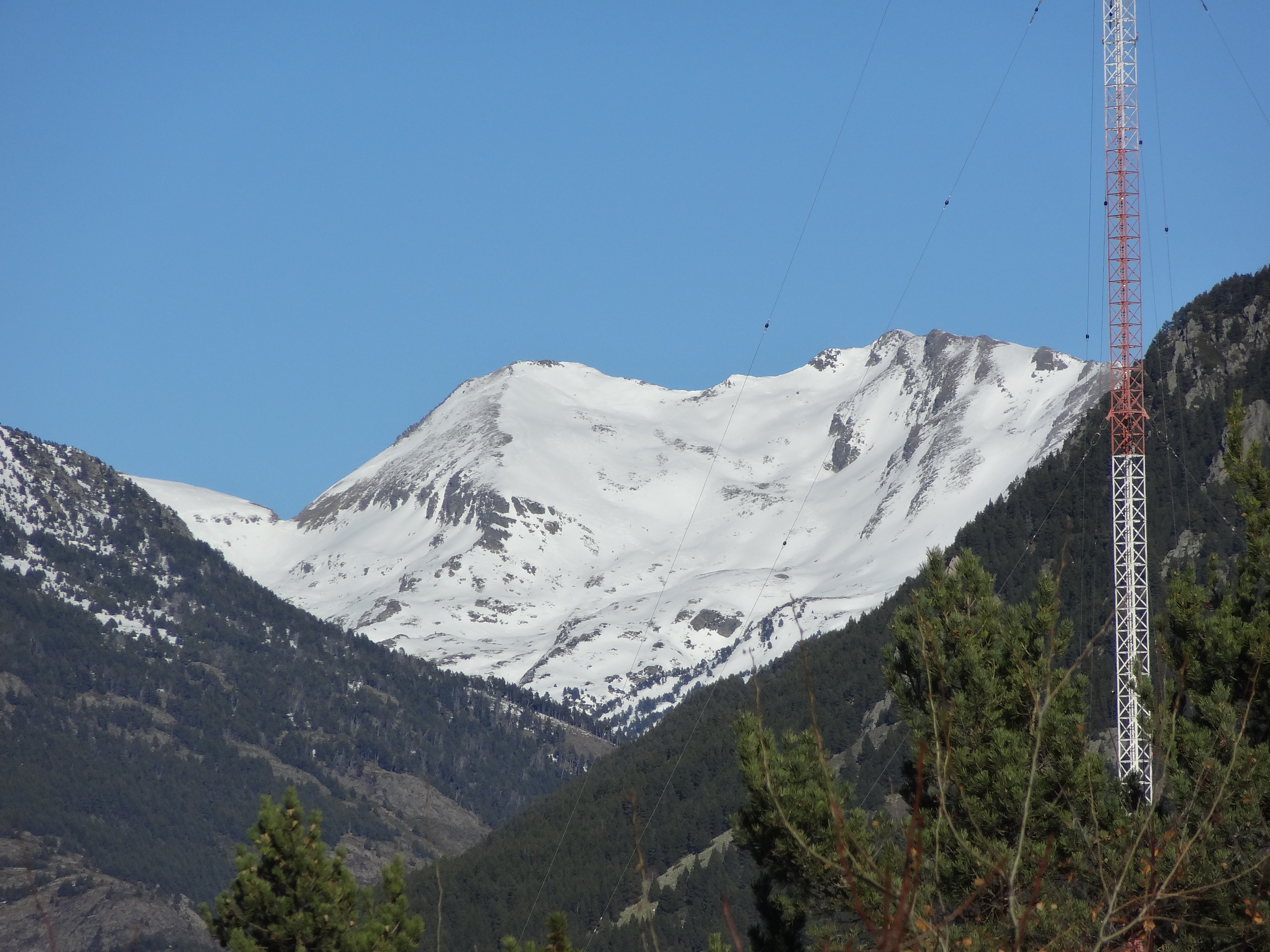
L'Antena d'Engolasters, a la dreta
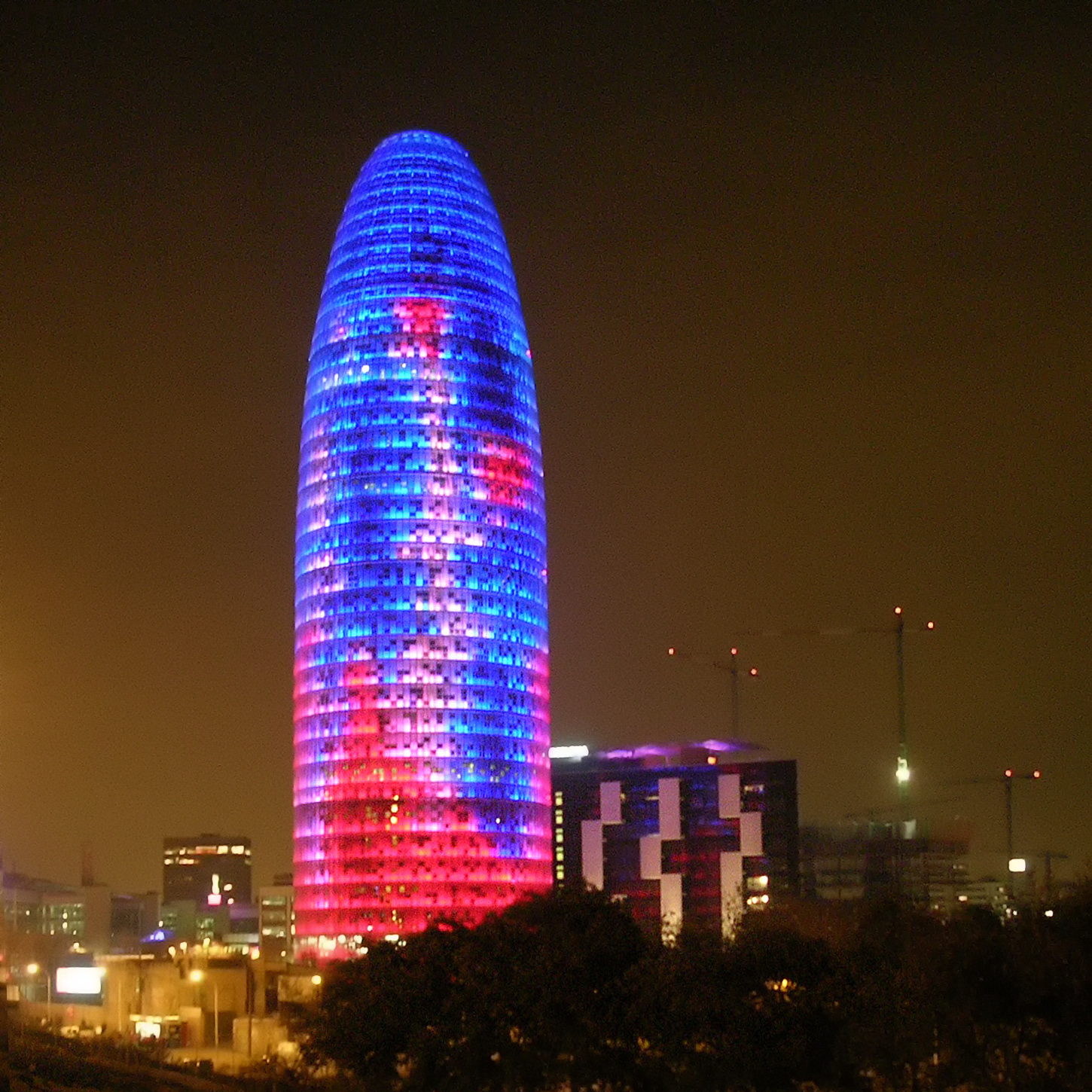
Torre de les Glòries, a la Plaça de les Glòries Catalanes